# Rodrigo Conceição
Pour les articles homonymes, voir Conceição.
 (février 2024).
Si vous disposez d'ouvrages ou d'articles de référence ou si vous connaissez des sites web de qualité traitant du thème abordé ici, merci de compléter l'article en donnant les références utiles à sa vérifiabilité et en les liant à la section « Notes et références ».
Rodrigo Conceição, né le 2 janvier 2000 à Lisbonne au Portugal, est un footballeur portugais qui évolue au poste d'arrière droit. Il est le fils de Sérgio Conceição et le frère de Francisco Conceição.

## Biographie

### En club

#### Moreirense FC
À l'aube de la saison 2021-2022, le FC Porto décide de prêter Rodrigo Conceição au Moreirense FC afin qu'il puisse poursuivre son évolution en découvrant la Primeira Liga. Cependant, il sera peu utilisé par les entraîneurs successifs des Cónegos au cours de la saison (João Henriques, Lito Vidigal et Ricardo Sá Pinto), ne disputant principalement que des bouts de matchs. Son aventure dans le club de la banlieue de Guimarães ayant notamment mal débuté à la suite de son expulsion face au CD Santa Clara trois minutes seulement après son entrée en jeu lors de sa première sous ses nouvelles couleurs.

#### FC Porto
Rodrigo Conceição dispute son premier match en équipe première du club bleu et blanc le 10 septembre 2022 lors de la réception du GD Chaves au Estádio do Dragão pour le compte de la 6e journée du championnat national (3-0). Il entre en fin de match en remplacement de Pepê. Il est titularisé pour la première fois une semaine plus tard, le 17 septembre, contre le GD Estoril Praia lors du match nul (1-1) de la 7e journée du championnat national. Fin octobre, il fait sa première apparition en Ligue des Champions à l'occasion du déplacement des Dragons sur la pelouse du club belge du Club Bruges (0-4). Remplaçant au coup d'envoi, il entre une nouvelle fois en fin de match en remplacement de Pepê.

## Statistiques
| Saison                | Club                  | Championnat           | Championnat | Championnat | Championnat | Coupe nationale | Coupe nationale | Coupe nationale | Coupe de la Ligue | Coupe de la Ligue | Coupe de la Ligue | Supercoupe | Supercoupe | Supercoupe | Compétition(s) continentale(s) | Compétition(s) continentale(s) | Compétition(s) continentale(s) | Compétition(s) continentale(s) | Total | Total | Total |
| Saison                | Club                  | Division              | M.          | B.          | P.d.        | M.              | B.              | P.d.            | M.                | B.                | P.d.              | M.         | B.         | P.d.       | Comp.                          | M.                             | B.                             | P.d.                           | M.    | B.    | P.d.  |
| 2018-2019             | SL Benfica B          | Segunda Liga          | 4           | 0           | 0           | -               | -               | -               | -                 | -                 | -                 | -          | -          | -          | -                              | -                              | -                              | -                              | 4     | 0     | 0     |
| 2019-2020             | SL Benfica B          | Segunda Liga          | 20          | 3           | 2           | -               | -               | -               | -                 | -                 | -                 | -          | -          | -          | -                              | -                              | -                              | -                              | 20    | 3     | 2     |
| Sous-total            | Sous-total            | Sous-total            | 24          | 3           | 2           | 0               | 0               | 0               | 0                 | 0                 | 0                 | 0          | 0          | 0          | -                              | 0                              | 0                              | 0                              | 24    | 3     | 2     |
| 2020-2021             | FC Porto B            | Segunda Liga          | 30          | 1           | 3           | -               | -               | -               | -                 | -                 | -                 | -          | -          | -          | -                              | -                              | -                              | -                              | 30    | 1     | 3     |
| 2022-2023             | FC Porto B            | Segunda Liga          | 4           | 0           | 1           | -               | -               | -               | -                 | -                 | -                 | -          | -          | -          | -                              | -                              | -                              | -                              | 4     | 0     | 1     |
| Sous-total            | Sous-total            | Sous-total            | 34          | 1           | 4           | 0               | 0               | 0               | 0                 | 0                 | 0                 | 0          | 0          | 0          | -                              | 0                              | 0                              | 0                              | 34    | 1     | 4     |
| 2021-2022             | Moreirense FC (prêt)  | Primeira Liga         | 15          | 0           | 2           | 1               | 0               | 0               | -                 | -                 | -                 | -          | -          | -          | -                              | -                              | -                              | -                              | 16    | 0     | 2     |
| 2022-2023             | FC Porto              | Primeira Liga         | 16          | 0           | 0           | 3               | 0               | 0               | 4                 | 0                 | 0                 | -          | -          | -          | C1                             | 2                              | 0                              | 0                              | 25    | 0     | 0     |
| Total sur la carrière | Total sur la carrière | Total sur la carrière | 89          | 4           | 8           | 4               | 0               | 0               | 4                 | 0                 | 0                 | 0          | 0          | 0          | -                              | 2                              | 0                              | 0                              | 99    | 4     | 8     |

## Palmarès
FC Porto
- Vainqueur de la Coupe de la Ligue en 2023.
- Vainqueur de la Coupe du Portugal en 2023.
- Vice-champion du Portugal en 2023.